# Bambaşka Biri
Bambaşka Biri es una serie de televisión turca, emitida en FOX desde el 11 de septiembre de 2023. Está dirigida por Neslihan Yeşilyurt, escrita por Ethem Özışık, producida por TIMS&B Productions y protagonizada por Hande Erçel y Burak Deniz.

## Sinopsis
La serie se centra en el brutal asesinato de Hamdi Etilbey en un bosque aislado, involucrando a Leyla Gediz, una fiscal decidida que busca un nuevo comienzo, y a Kenan Öztürk, un periodista ambicioso, en la investigación. Mientras investigan, descubren vínculos ocultos entre la víctima y figuras poderosas, revelando un mundo de corrupción. Su asociación profesional se convierte en un romance apasionado, lo que complica su búsqueda de justicia. Los giros y vueltas del caso de asesinato ponen a prueba sus creencias y los obligan a enfrentar demonios personales. Llena de suspenso, la historia profundiza en temas de amor, sacrificio y el choque entre la integridad personal y la comodidad. Mientras Leyla y Kenan enfrentan falsedades, sus decisiones conducen a un momento culminante que remodela sus vidas.

## Reparto

### Personajes principales
Protagonistas
- Hande Erçel como Leyla Gediz (episodios 1-presente). Es el fiscal de la República de Turquía, hija de Şahinde y Ekrem y hermana de Tahir.
- Burak Deniz como:
  - Kenan Öztürk (episodios 1-presente). Es un periodista, hijo de Nevin y Turan.
  - Dogan Kaya (episodios 1-presente). Es la segunda personalidad de Kenan debido a su trastorno de identidad disociativo. Es un asesino que se venga matando.

Coprotagonistas
- Begüm Akkaya como Yasemin (episodios 1-presente). Es abogada y la mejor amiga de Leyla.
- Ferit Aktuğ como Murat Erden (episodios 1-presente). Es el mejor amigo de Kenan y el editor en jefe del canal en el que trabaja, la TVR.
- Gülçin Hatıhan como Şahinde Gediz (episodios 1-presente). Es la madre de Leyla.
- Muttalip Müjdeci como Ekrem Gediz (episodios 1-presente). Es el padre de Leyla.
- Berrin Arısoy como Nevin Öztürk (episodios 1-presente). Es la madre de Kenan.
- Cem Davran como Turan Öztürk (episodios 1-presente). Es el padre de Kenan.
- Uğur Uzunel como Tahir Gediz (episodios 1-presente). Es el hijo de Şahinde y Ekrem, hermano de Leyla y esposo de Nuray.
- Polen Emre como Nuray Gediz (episodios 1-presente). Es la esposa de Tahir y cuñada de Leyla.
- Menderes Samancılar como İdris Taşlı (episodios 1-presente). Es la única persona cercana a Kenan en su estado de Doğan.
- Bahadır Vatanoğlu como Gökhan (episodios 2-presente). Es el amigo de Tahir que está en prisión.
- Dilşah Demir como Pelin (episodios 1-presente). Es la secretaria de Kenan.
- Kardelen Arnavutoğlu como Gülçin Gediz (episodios 5-presente)
- Aslı Orcan como Nükhet Arslan (episodios 1-presente). Es el jefe y dueño de TVR.
- Koray Karaca como Comisario Refik (episodios 1-presente). Es el oficial subordinado de Leyla en la fiscalía.

### Personajes secundarios
- Gonca Vuslateri como Sedef Atilbay (episodio 1)
- Özhan Carda como Hamdi Atilbay (episodio 1)
- Ayse Lebriz Berkem como Psiquiatra (episodio 1)
- Sarp Kaan Altınçapa como Çocuk Kenan (episodios 1-2)
- Nergis Zeynep Akbas como Chica de librería (episodio 2)

## Temporadas
| Temporada | Temporada | Episodios  | Rango de episodios | Emisión original         | Emisión original |
| Temporada | Temporada | Episodios  | Rango de episodios | Inicio                   | Final            |
| --------- | --------- | ---------- | ------------------ | ------------------------ | ---------------- |
|           | 1         | en emisión | 1 - presente       | 11 de septiembre de 2023 | presente         |

## Producción
La serie está dirigida por Neslihan Yeşilyurt, escrita por Ethem Özışık y producida por TIMS&B Productions.

### Desarrollo
Inicialmente, el título previsto para la serie era İki Yabancı, conocido como Two Strangers en inglés, pero luego se cambió al título Bambaşka Biri.

### Casting
Hande Erçel como la fiscal Leyla Gediz y Burak Deniz como el periodista Kenan Öztürk se han unido al elenco en su segunda colaboración después de la serie de 2016 Aşk Laftan Anlamaz.

### Rodaje
El rodaje de la serie tuvo lugar en Estambul, en particular en los distritos de Beşiktaş, Gálata y sus alrededores.

## Promoción
El debut de la serie, previsto para el 11 de septiembre de 2023, fue anunciado el 24 de agosto de FOX, a través de los canales sociales de la serie y de la productora TIMS&B Productions y al mismo tiempo también lanzó las primeras promocionas.

### Recepción y crítica
El 18 de septiembre de 2023, la serie fue la más vista en todas las categorías, cuando se estrenó su segundo episodio.